# Eamon Sullivan
Eamon Wade Sullivan (Perth, 30 agosto 1985) è un ex nuotatore australiano, ex-detentore dei record mondiali dei 50 m e 100 m stile libero in vasca lunga.
Prende parte per la prima volta ai Giochi olimpici del 2004 ad Atene, dove è il più giovane nuotatore della squadra australiana dei 4x100 m stile libero giunta sesta in finale.
Nel mese di agosto del 2005, ha vinto il suo primo titolo nazionale nei 100 m stile libero con il tempo di 47"91 quinto tempo di sempre per un australiano, ha vinto inoltre una medaglia di bronzo nei 50 m stile libero in 22"08.
Nel dicembre 2006 batte il record nazionale nei 50 sl, in 22"00.
Nel corso dei mondiali di nuoto del 2007 svoltisi a Melbourne ha collezionato 2 medaglie: l'oro nella 4x100 misti e un bronzo nei 100 m stile libero.
Il 26 marzo 2008 ai Trials australiani ha ottenuto la seconda prestazione mondiale nei 100 m stile libero, nuotando in 47"52, quando qualche giorno prima il francese Alain Bernard aveva fissato il mondiale a 47"50. Due giorni dopo conquista il record nei 50 m stile libero, in 21"28.
Alle Olimpiadi di Pechino 2008 ha ottenuto un bronzo nella 4x100 stile libero, segnando anche il record del mondo, in 47"24.
Il 13 agosto 2008, nella prima semifinale dei 100 m stile libero, Alain Bernard ha segnato in nuovo record del mondo (47"20), ma Sullivan, nella seconda semifinale ha nuovamente abbassato il tempo; fermando il cronometro sul 47"05.
Il suo record infine è stato infranto dal brasiliano César Cielo Filho che, nei mondiali di nuoto a Roma, il 30 luglio 2009, ha fermato il cronometro a 46"91, primo uomo a scendere sotto i 47 secondi.

## Palmarès
- Olimpiadi

Pechino 2008: argento nei 100m sl e nella 4x100m misti e bronzo nella 4x100m sl.
- Mondiali

Melbourne 2007: oro nella 4x100m misti e bronzo nei 100m sl.
Shanghai 2011: oro nella 4x100m sl.
- Giochi PanPacifici

Victoria 2006: bronzo nei 100m sl, nella 4x100m sl e nella 4x100m misti.
Irvine 2010: argento nella 4x100m sl.
- Giochi del Commonwealth

Melbourne 2006: oro nella 4x100m misti e argento nella 4x100m sl.
Delhi 2010: oro nella 4x100m sl e nella 4x100m misti e bronzo nei 100m sl.